# Деделёво
Деделёво — деревня в Чудовском районе Новгородской области России. Входит в состав Успенского сельского поселения.На её территории обнаружен камень 16 века,который сдали в краеведческий музей

## География
Деревня находится в северо-западной части Новгородской области, в подзоне южной тайги, в пределах Приильменской низменности, на правом берегу реки Тигоды, при автодороге 49Н-2001, на расстоянии примерно 18 километров (по прямой) к северо-северо-западу от Чудова, административного центра района. Абсолютная высота — 25 метров над уровнем моря.

### Климат
Климат района характеризуется как умеренно континентальный, влажный, с относительно мягкой зимой и умеренно тёплым летом. Среднегодовая многолетняя температура воздуха составляет 3,7 — 4 °С. Средняя многолетняя температура самого холодного месяца (января) составляет −8,7 °С (абсолютный минимум — −45 °C); самого тёплого месяца (июля) — 17,3 °C (абсолютный максимум — 34 °C). Вегетационный период длится 170—180 дней. Среднегодовое количество атмосферных осадков —600 мм, из которых большая часть выпадает в тёплый период. Снежный покров держится в течение 135 дней.

### Часовой пояс
Деревня Деделёво, как и вся Новгородская область, находится в часовой зоне МСК (московское время). Смещение применяемого времени относительно UTC составляет +3:00.

## Население
| 1862 | 2010 |
| ---- | ---- |
| 177  | ↘7   |

Согласно результатам переписи 2002 года, в национальной структуре населения русские составляли 94 % из 18 чел.